# Atari, Inc.
Atari, Inc. è stata una società statunitense produttrice di videogiochi, console domestiche e arcade. È stata fondata a Sunnyvale (California) il 27 giugno 1972 da Nolan Bushnell e Ted Dabney ed è considerata la società che più di ogni altra ha contribuito alla nascita dell'industria videoludica. Tra i suoi successi vanno annoverati PONG, Asteroids, Centipede e l'Atari 2600, tra le più vendute console della storia.
Cessò di esistere nel 1984 quando l'allora controllante Warner Communications, in seguito alla crisi dei videogiochi del 1983, ha smembrato la società cedendo la divisione computer e console a Jack Tramiel, ex-presidente di Commodore International, che l'ha ridenominata Atari Corporation, e conservando solo il reparto dedito alla progettazione di videogiochi arcade, che ha ribattezzato Atari Games.

## Storia

### Le origini

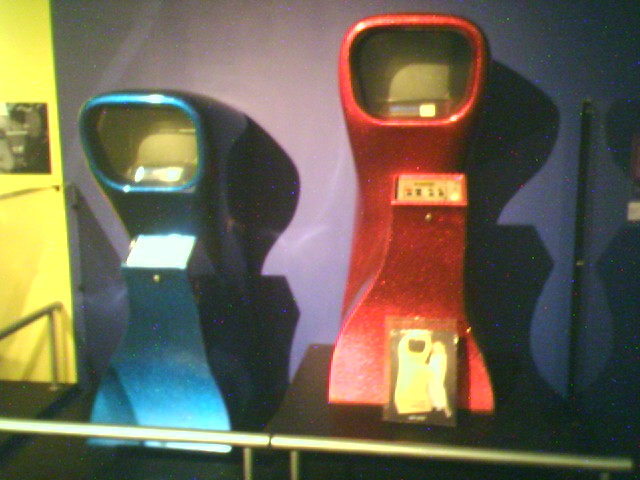
Computer Space, il primo videogioco arcade della storia

Nel 1966 Nolan Bushnell ebbe modo di vedere il videogioco Spacewar! all'Università dello Utah. Bushnell, vedendo le potenzialità commerciali di una versione arcade di quel gioco, si mise a lavorare insieme all'amico Ted Dabney sotto al nome di Syzygy Engineering a un clone del gioco, Computer Space, che vide la luce nel 1971. Computer Space, distribuito da Nutting Associates, è considerato il primo videogioco arcade della storia. Il gioco, però, non riscosse un buon successo commerciale a causa del suo gameplay, troppo complesso per il cliente medio dei locali in cui Nutting distribuiva i propri giochi, i bar. Bushnell e Dabney proposero quindi a Nutting di produrre una nuova versione dell'arcade più semplice da giocare, ma Nutting non accettò le richieste economiche di Bushnell.
Bushnell e Dabney decisero quindi di iniziare a lavorare per proprio conto e ingaggiarono un ingegnere, Al Alcorn, per lavorare a un altro videogioco. Nel frattempo fondarono anche una vera società, perché il nome Syzygy esisteva già in commercio, appartenendo a un'altra ditta che operava però in un differente settore, e non potevano registrarlo. Bushnell scrisse quindi alcune parole legate al gioco Go optando, alla fine, per Atari, che nel Go è un termine che indica una dichiarazione che un giocatore fa all'avversario quando esiste una situazione in cui una pietra o un gruppo di pietre è in imminente pericolo di presa. Atari fu ufficialmente fondata il 27 giugno 1972.

### Da Computer Space al successo di Pong

Pong, il primo successo commerciale di Atari

Bushnell voleva inaugurare la produzione della neonata società realizzando un gioco di guida ma, parlando con Alcorn, capì che questo sarebbe stato troppo difficile da realizzare per il giovane ingegnere. Bushnell si ricordò allora di aver partecipato, alcuni mesi prima, alla presentazione della console Magnavox Odyssey e di aver visto un gioco simile al tennis. Alcorn dichiarò che avrebbe potuto riprodurre quel gioco in versione arcade e Bushnell scelse per esso il nome di PONG. In seguito Atari fu citata da Magnavox perché il gioco era troppo simile al suo e Atari si accordò con la società per pagare a Magnavox una royalty.
Pong fu completato nel novembre del 1972. Consisteva di un monitor in bianco e nero di Walgreens, dell'hardware del gioco e di un meccanismo per l'inserimento delle monete preso da una lavatrice automatica, con un cartone del latte come raccoglitore per i soldi. Il gioco, assemblato all'interno di un cabinet verticale, fu posto in un bar di Sunnyvale (California) chiamato Andy Capp's, per saggiarne il gradimento. Bastò un giorno per capire che sarebbe stato un successo:
(Scott Choen, "The Rise and Fall of Atari")
Quando l'indomani mattina Alcorn e Bushnell arrivarono al bar per riparare il gioco, si trovarono di fronte a una fila di gente in coda in attesa che il locale aprisse per poter entrare a giocare a Pong. Quando aprirono la macchina, rimasero sorpresi nel vedere che il problema era nato dal fatto che il cartone usato come contenitore era stracolmo per cui quando i clienti inserivano la moneta questa semplicemente veniva risputata fuori dal meccanismo senza attivare la partita.
Bushnell e Dabney si incontrarono con Nutting e con altre società per commercializzare il loro gioco ma, quando capirono che nessuno lo avrebbe distribuito, decisero di iniziare a venderlo in proprio. Atari, Inc. era nata ed era divenuta una società di sviluppo e produzione di giochi arcade.

### La crisi del 1974 e la ripresa

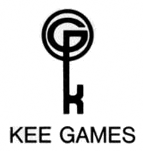
Il logo di Kee Games, l'azienda creata segretamente da Atari per vendere copie dei propri giochi

In quel periodo i distributori di arcade erano gli stessi che distribuivano anche i flipper e le slot machine. Essi lavoravano in esclusiva: pretendevano cioè il gioco da distribuire in una data area solo per loro. Anche nel confronto dei nuovi videogiochi arcade la loro prassi non cambiava, e ciò limitava molto la diffusione dei giochi perché ogni distributore aveva una propria clientela. Per aggirare questo limite Bushnell creò una società fittizia al cui timone mise un suo amico e vicino di casa, Joe Keenan, con l'intenzione di far vendere a questa società dei cloni dei giochi prodotti da Atari in modo che lo stesso titolo potesse essere offerto a due distributori differenti. La società fu chiamata Kee Games e iniziò l'attività nel 1973. Ma Keenan si dimostrò anche molto intraprendente e capace, facendo produrre ai suoi ingegneri, molti dei quali arrivati direttamente da Atari, un titolo di enorme diffusione, Tank (1974), il cui successo fu tale che i distributori iniziarono a richiedere il gioco anche senza l'esclusiva.
Atari, invece, iniziava a versare in cattive acque. Le vendite di Pong, dopo un inizio scoppiettante, stavano calando a causa dei numerosi cloni che stavano comparendo sul mercato e che andavano a intaccare le vendite del titolo originale. A ciò si aggiungevano due problemi: il primo era la scarsa qualità delle linee di montaggio di Atari, che obbligavano a dover gettare quotidianamente diverse centinaia di dollari di materiale; il secondo era legato al prezzo di vendita del gioco Gran Trak 10, inferiore al suo costo di produzione.
Il problema del prezzo di Gran Trak 10 era nato dal fatto che, per sviluppare l'arcade, Bushnell aveva contattato un paio di ingegneri esterni ad Atari, Steve Mayer e Larry Edmonds, che avevano fondato a Grass Valley (California) una piccola società. Ma il gioco che avevano consegnato non era esaltante: esso presentava infatti dei problemi di natura progettuale per cui Alcorn dovette riprendere in mano il progetto e correggerli, con un aggravio di spese che portò Gran Trak 10 a costare 1 095$ a unità. Quando il gioco fu messo in vendita, però, nel prezzo finale non furono conteggiati gli interventi di Alcorn, per cui Gran Trak 10 fu messo in listino a 995$, ben 100$ in meno di quanto costasse realmente produrlo. Quando Atari si accorse del problema, era ormai troppo tardi: erano stati bruciati circa 500 000$, il guadagno dell'anno precedente, facendo rischiare la bancarotta.
Atari svelò i suoi legami con Kee Games, incorporandola ufficialmente a fine 1974 e iniziando a vendere con il proprio marchio il gioco Tank, salvandosi dal fallimento grazie al suo successo. Atari continuò a commercializzare i propri giochi anche come Kee Games fino al 1978, quando il marchio fu ritirato dal mercato.

### L'ingresso nel gruppo Warner e l'Atari 2600

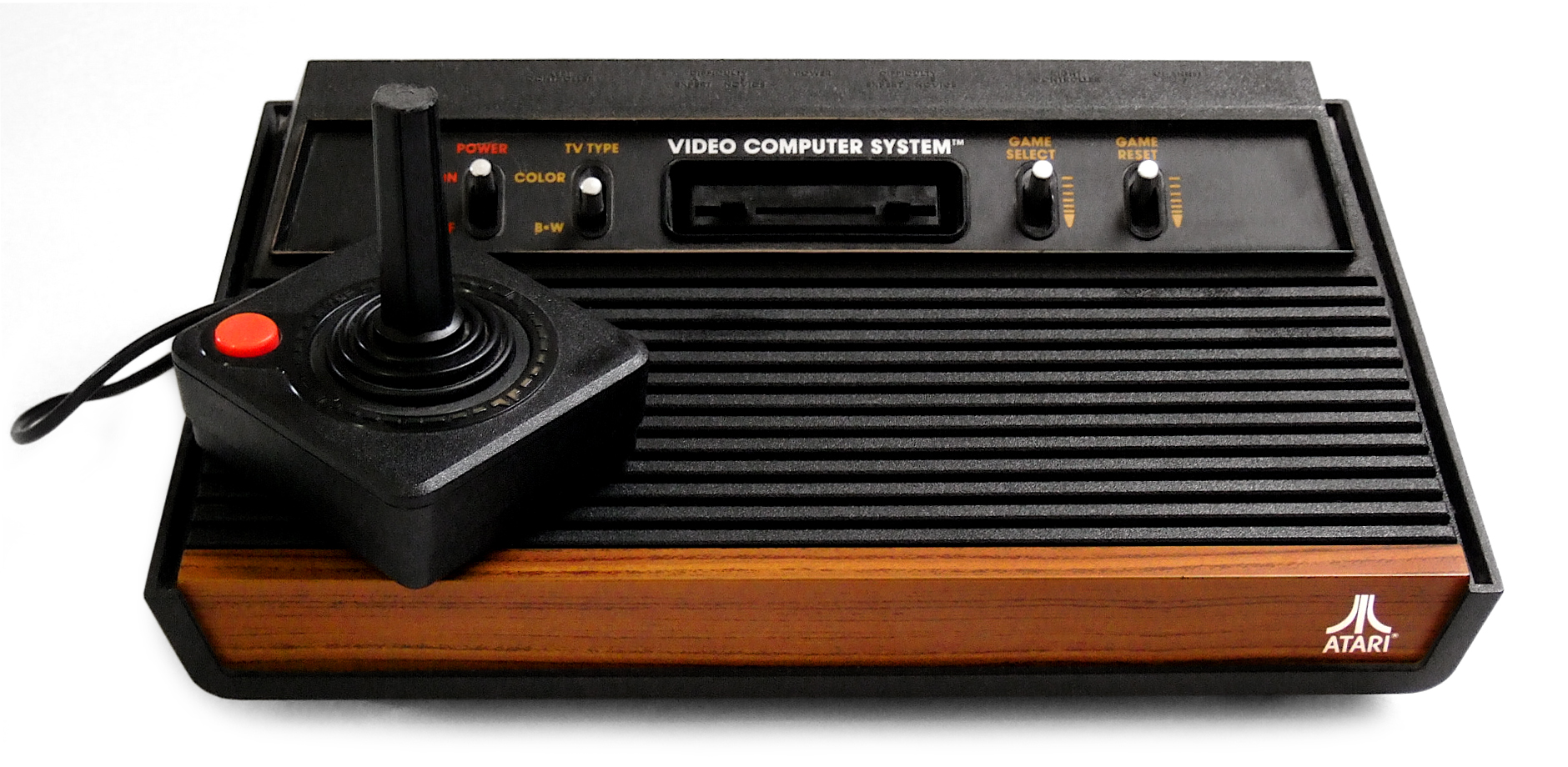
La terza versione dell'Atari 2600, venduta dal 1980 al 1981

Nel 1975 Bushnell iniziò a studiare la possibilità di produrre una console giochi capace di riprodurre tutti gli arcade fino ad allora pubblicati da Atari. Lo sviluppo della console fu affidato a una società esterna ad Atari, che incontrò inizialmente diverse difficoltà nella realizzazione di tale sistema. Fortunatamente, agli inizi del 1976 fu presentato il MOS 6502, una CPU che integrava prestazioni elevate a un costo molto contenuto. Grazie al 6502, il gruppo di sviluppo della console poté terminare il progetto e offrire l'Atari 2600, una delle console più di successo di tutti i tempi, con 30 milioni di unità vendute.
Con la 2600, Bushnell intuì di avere tra le mani un altro potenziale successo economico ma capì anche che imporre la console sul mercato sarebbe stato estremamente costoso. Nel 1976 Bushnell decise quindi di vendere Atari a Warner Communications per una cifra stimata tra i 28 e i 32 milioni di dollari, usando poi parte di quei soldi per acquistare la tenuta della famiglia Folgers, grandi produttori americani di caffè. Bushnell lasciò definitivamente la società nel 1979 per divergenze con Warner sulla conduzione dell'azienda.
Appena iniziarono le vendite della console, iniziò anche lo sviluppo dell'erede dell'Atari 2600, la cui vita commerciale era stata stimata dai suoi sviluppatori in circa tre anni. Fu subito deciso di creare il più potente sistema di gioco che potesse essere realizzato in quel lasso di tempo. Quando lo sviluppo era circa a metà, iniziò la rivoluzione degli home computer, per cui fu deciso che il nuovo sistema sarebbe stato dotato di una tastiera e di vari sistemi di input: il risultato fu la serie di computer Atari 400/800. Queste macchine riscossero un ottimo successo quando furono commercializzate, nel 1979.
Nel 1980 si affacciò sul mercato un nuovo concorrente nel mondo delle console fino ad allora monopolizzato dall'Atari 2600: si trattava dell'Intellivision, prodotto da Mattel. Questa console, nonostante presentasse un sistema grafico superiore a quello della 2600, non riuscì però a strapparle il dominio del mercato sia perché la 2600 aveva una maggior diffusione commerciale sia perché il suo parco giochi, all'epoca dell'arrivo dell'Intellivision, era ampiamente più ricco.
Atari ottenne i suoi più importanti successi proprio mentre faceva parte del gruppo Warner, nel periodo che va dal 1976 al 1981, vendendo milioni di console 2600 e di home computer: all'apice del suo successo Atari fatturò un terzo dell'intero gruppo Warner, risultando la società con la più strepitosa crescita fatta registrare fino ad allora negli Stati Uniti.

### La crisi del 1983
Raggiunto l'apice del successo commerciale agli inizi degli anni ottanta, Atari non riuscì a ripetersi nel decennio appena iniziato: cominciò per essa un lento declino che la portò alla crisi del 1983, che colpì tutte le aziende del settore. Ciò era dovuto principalmente al fatto che le sue divisioni, quella degli home computer, quella delle console e quella degli arcade, operavano in maniera indipendente l'una dall'altra e difficilmente collaboravano. A questo si dovevano sommare due fattori importanti: la forte concorrenza subìta e la guerra dei prezzi delle console e degli home computer che i produttori iniziavano a farsi. Inoltre nel corso del 1982 Atari incontrò una serie di problemi. In quell'anno Atari rilasciò per la 2600 due giochi che furono altamente deludenti in termini di risultato economico: Pac-Man e E.T. the Extra-Terrestrial. Il primo fu prodotto in diversi milioni di copie, prevedendone il successo commerciale: questo si verificò solo inizialmente, grazie al traino derivante dal successo della versione arcade, risultando con sette milioni di copie il titolo più venduto di sempre per l'Atari 2600. E.T., invece, fu prodotto in quattro milioni di esemplari: trascinato inizialmente dal successo dell'omonimo film, anche le vendite di E.T. andarono inizialmente bene (risulta l'8° gioco più venduto di sempre, con 1,5 milioni di cartucce). Ben presto, però, le vendite iniziarono a calare: Pac-Man soffriva del paragone con la versione arcade, che il limitato hardware della console non permetteva di riprodurre al 100%, mentre la qualità generale, la grafica e la giocabilità di E.T. lo fecero ben presto eleggere come il peggior gioco mai prodotto. Dopo il calo delle vendite, iniziò anche la restituzione con richiesta di rimborso delle copie vendute ai distributori. Nel 1983, a causa dell'enorme numero di cartucce di Pac-Man e E.T. restituite, Atari fu costretta a distruggerne milioni di esemplari in una discarica di rifiuti del Nuovo Messico.
Nel dicembre dello stesso anno Ray Kassar e Dennis Groth, due dirigenti Atari, furono indagati per insider trading, un'accusa poi rivelatasi infondata. Sempre nel 1982 Larry Emmons, direttore della sezione Ricerche e Sviluppo, andò in pensione. Emmons era uno degli ingegneri che aveva lavorato all'Atari 2600 e a diversi home computer della società.
Ancora nel 1982 fu presentata l'Atari 5200, una console di nuova generazione, basata sul computer Atari 800 ma con i cui giochi era incompatibile. Nata per sostituire l'Atari 2600, non solo non fu in grado di superare le vendite di quest'ultima ma dovette anche fronteggiare il ColecoVision e la poca attenzione che la stessa Atari le dedicava, preferendo investire risorse sull'ormai datata ma commercialmente vincente 2600.
Questi problemi portarono alla famosa crisi dei videogiochi del 1983, che causò perdite per oltre 500 milioni di dollari. Il valore in Borsa di Warner scivolò da 60 a 20 dollari per azione, cosa che convinse la società a cercare un acquirente interessato a prendersi la sua controllata Atari.

### Il fallito accordo con Nintendo
Atari, nonostante la crisi, deteneva ancora una prestigiosa posizione nel mercato mondiale dei videogiochi, ed era ancora il primo produttore di console a livello globale (eccettuato il Giappone). Nintendo, un produttore di videogiochi giapponese che stava per lanciare la sua prima console programmabile, la Famicom, che sarebbe poi stata nota nel resto del mondo come Nintendo Entertainment System (NES), pensò che un accordo con Atari avrebbe aumentato le vendite della sua console a livello internazionale. Decise perciò di contattare Atari offrendo la possibilità di assemblare e vendere la propria console pagando una royalty. Durante il CES di giugno del 1983 le società si incontrarono diverse volte rifinendo gli ultimi dettagli prima delle firme sul contratto.
Il caso volle che i dirigenti di Atari si imbatterono nello stand di Coleco in cui era esposto il suo nuovo computer Adam sul cui display c'era una versione del gioco Donkey Kong di Nintendo. L'amministratore delegato di Atari, Ray Kassar, si infuriò dato che Atari deteneva i diritti del gioco per la pubblicazione sui computer, e accusò Nintendo di trattare contemporaneamente con due società la vendita dei diritti dei suoi giochi, interrompendo le trattative. Nintendo, dal canto suo, chiese spiegazioni a Coleco, dato che essa deteneva sul gioco solo i diritti per le console. Coleco fece notare che Atari deteneva i diritti solo per le versioni su floppy mentre la loro versione era basata su cartuccia per cui era suo legittimo diritto distribuire Donkey Kong per l'Adam. Nel mese successivo, Kassar fu costretto a dimettersi mentre ai dirigenti che avevano trattato con Nintendo fu chiesto di rinegoziare da zero l'accordo. Nintendo, visti i successi di vendite della console sul mercato giapponese e i problemi economici che stava attraversando Atari, decise di lasciar perdere l'accordo e di commercializzare il NES sul mercato americano per proprio conto con la sua filiale USA.

### La fine di Atari e la divisione delle proprietà
I problemi finanziari continuavano ad aumentare e al sostituto di Kassar, James J. Morgan, fu concesso meno di un anno per cercare di risolverli. Warner decise alla fine di conservare solo la divisione arcade e, nel luglio del 1984, cedette per 240 milioni di dollari le divisioni home computer e console di Atari a Tramel Technology, Ltd., una società che Jack Tramiel aveva fondato dopo la sua uscita da Commodore International, che lui stesso aveva creato anni prima. Tramiel ribattezzò la Tramel Technology in Atari Corporation.
L'accordo con Tramiel prevedeva che Warner non pubblicasse giochi per il mercato degli home computer e delle console e che al marchio "Atari" aggiungesse la parola "Games" per non creare confusione con la società di Tramiel. Warner rinominò perciò ciò che le restava dell'ormai defunta Atari, Inc. in Atari Games. Questa fu poi venduta a Namco nel 1985; lo stesso anno Warner cedette la da poco fondata Ataritel a Mitsubishi.
Intorno al 1998 Hasbro Interactive rilevò quel che rimaneva dell'Atari originaria da JTS un'azienda produttrice di hardware per nulla interessata al mercato in cui Atari operava, e quindi successivamente Atari ritornò a vivere ma come sottomarca di Hasbro che nel frattempo aveva portato a termine un'altra grossa acquisizione, quella di GT Interactive. Le aziende presto desiderose di staccarsi da quella principale, la Hasbro, che era entrata in crisi, trovarono un altro grosso acquirente, la Infogrames, un'azienda francese che fu fondata da Bruno Bonnell e che fino ad allora si era specializzata nei videogiochi d'azione, gli strategici e quelli d'avventura; quest'azienda acquisì sia Atari, rinominandola Atari Interactive sia GT Interactive rinominadola Atari Inc., successivamente durante il 2004-2005 Infogrames decise di fondersi in un unico marchio, Atari SA e di diventare un polo d'eccellenza per la controcultura dei videogiochi, grazie a una serie di titoli azzeccati e di grosse licenze come quella di Dragon Ball sviluppato in tandem con la Namco. Tutto questo andò avanti fino al 2010, anno in cui Atari SA dichiarò la bancarotta, sopravvisse solo la filiale americana del gruppo che ebbe accesso ai fondi per la ricostruzione dell'azienda. Da qui in poi la filiale americana trovò nuovi fonditori e imprenditori finanziari interessati all'azienda. Oggi Atari, Inc. (gruppo Atari SA) è la rappresentazione della vecchia e nuova azienda finalmente integrate, attualmente Atari si prepara al suo ritorno sul mercato delle console dopo il 1995 anno in cui l'avventura parve concludersi con l'Atari Jaguar, la nuova console si chiama Atari VCS ed è basata su un sistema operativo chiamato Ubuntu e dovrebbe venire alla luce entro la fine di quest'anno 2020. Atari oggi è un gruppo innovativo nel settore tecnologico e conta su un catalogo di 200 titoli, oltre a Hotel e Atari Casinò, delle slot machine in cui vincendo si può giocare ai vecchi titoli come Centipede, ecc.

## Prodotti più rappresentativi
- Pong
- Tank (videogioco 1974)
- Asteroids
- Battlezone
- Breakout
- Centipede
- Lunar Lander
- Missile Command
- Yars' Revenge
- Atari 2600
- Atari 5200
- Atari 7800
- Home computer Atari ad 8 bit
- Atari Jaguar

## Cronologia
Atari
- 1972-1984 - Atari, Inc.
- 1984–1996 - Atari Corporation
- 1996–2001 - Atari Interactive
- dal 2003 - Atari, Inc. (gruppo Atari SA)
- dal 2009 - Atari SA